# Alan Bush
Alan Dudley Bush (22. december 1900 – 31. oktober 1995) var en engelsk komponist og dirigent.
Han virkede bl.a. som kordirigent ved Royal Academy i London og skrev operaer, bl.a. Wat Tyler fra 1950, 4 symfonier, kammermusik, kormusik m.m. Hans marxistiske synspunkter farver hans emnevalg.

## Udvalgte værker
- Symfoni nr. 1 (1940) - for orkester
- Symfoni nr. 2 "Nottingham" (1949) - for orkester
- Symfoni nr. 3 "Byron" (1960) - for baryton, kor og orkester
- Symfoni nr. 4 "Lascaux Symfoni" (1983) - for orkester
- Violinkoncert (1948) - for violin og orkester
- "Liverpool Overture" (1972) - for orkester
- "Engelsk suite" (1946) - for strygeorkester
- "24 Preludier" (1977) -  for klaver